# 稲永和豊
稲永 和豊（いななが かずとよ、1922年11月13日 - 2015年9月7日）は、日本の脳科医・脳生理学者。

## 略歴
福岡県朝倉郡杷木町（現朝倉市）生まれ。1946年九州帝国大学医学部卒、1951年同大学院研究生修了、医学博士、九州大学医学部助手、1956年九州大学医学部附属病院講師、1959年久留米大学助教授、1966年教授となり、1979-1985年付属病院長を務めた。1988年定年退官、名誉教授となり、筑水会病院において臨床精神医学担当、同病院神経情報研究所長、筑水会病院神経情報研究所長。

## 著書
- 『臨床脳波入門』金原出版 1968
- 『臨床脳波アトラス フォローアップ』医学書院 1973
- 『精神医学』金原出版 1976
- 『脳から見る人の性格 性格は何で決まるか?』講談社(ブルーバックス) 1992
- 『驚くべきストレス革命「脳波」の新世界 あなたの頭に7つの奇蹟が起こる』(プレイブックス) 青春出版社 1996
- 『知的巨人たちの晩年 生き方を学ぶ』講談社 1997

### 共編著
- 『MICROVIBRATION 基礎とその応用』編 医学書院 1966
- 『精神医学と分子生理学』大木幸介共著. 医学書院 1968
- 『臨床脳波判読の実際』桑原道直共著 金原出版 1968
- 『機能的脳波学』編. 医歯薬出版 1970
- 『脳波のよみ方 医学生および初心者のために』中沢洋一共著 金原出版(新臨床医学文庫) 1972
- 『ミオクローヌスてんかん』安楽茂己共編 医学書院 1974
- 『現代精神医学大系 第20巻 神経生理学』大熊輝雄共編集 中山書店 1977
- 『精神科学要点整理事項』(医師国試final check series) 編集企画 医学教育出版社 1984
- 『分裂病とはなにか 生物学的成因と病態』島薗安雄共編 東京大学出版会 1984
- 『分裂病とはなにか 続』融道男共編 東京大学出版会 1987
- 『向精神薬』田中正敏共編 医歯薬出版 1988
- 『精神疾患の生物学的研究』編. 医学書院 1988
- 『高齢者への向精神薬の使い方 50症例より学ぶ』古賀照邦共著 医薬ジャーナル社 1996
- 『知的巨人たちの晩年―生き方を学ぶ』講談社 1997
- 『睡眠障害の漢方治療とサプリメント』安西英雄共著 星和書店 2004
- 『症例で学ぶ高齢者の向精神薬・漢方薬治療』編 医薬ジャーナル社 2009
- 『精神科・心療内科に用いられる漢方薬』編 医薬ジャーナル社 2012

### 翻訳
- G.H.Monrad-Krohn, Sigvald Refsum『神経疾患検査法』医歯薬出版 1965
- R.Klein & W.Mayer-Gross『脳疾患検査法 器質的脳疾患患者における臨床検査』医学書院 1967
- W.ルーテ『自律訓練法 第4巻　研究と理論』大野喜暉共訳 誠信書房 1971

## 論文
- <稲永和豊